# Configurazione (lingua dei segni italiana)
Per configurazione si intende la forma della mano assunta durante l'esecuzione di un segno. Radutzky nel 1992 individua ben 56 configurazioni possibili per la lingua dei segni italiana senza prendere in considerazione le forme allofoniche, ovvero quelle forme che hanno subito leggere modifiche per permettere una maggiore facilità di articolazione in relazione ai segni precedenti e/o successivi oppure in caso di contatto con un punto del corpo o dell'altra mano.
Studi inerenti alle lingue dei segni hanno messo in evidenza che le configurazioni cosiddette “non marcate” sono le più diffuse tra le lingue segnate e sono anche le prime configurazioni che i bambini sordi apprendono. Esse sono le più semplici da eseguire da un punto di vista motorio in quanto non vi è la selezione di un dito specifico e inoltre sono ampiamente contrastanti le une dalle altre consentendo una più immediata comprensione.

## Elenco delle configurazioni non marcate
- Configurazione A
- Configurazione B
- Configurazione C
- Configurazione G
- Configurazione O
- Configurazione 5

Secondo quanto affermato nella Dominance Constraint di Battiston (1978) nella lingua dei segni americana queste configurazioni verrebbero assunte dalla mano non dominante (la mano usata come appoggio ad un segno) durante l'esecuzione di segni a due mani asimmetrici. Anche nella lingua dei segni italiana queste configurazioni vengono eseguite dalla mano non dominante nei segni asimmetrici, ma solamente le configurazioni A, B, 5 compaiono frequentemente.
- Esempio di segni asimmetrici in cui la mano non dominante assume configurazione A, B, 5
  - Lavoro, pieno, famiglia: mano non dominante assume la configurazione A
  - Mese, operaio: la mano non dominante assume la configurazione B
  - Interprete: la mano non dominante assume la configurazione 5

Ciascuna configurazione può essere scomposta e analizzata in termini di tratti che riguardano ad esempio l'apertura, la flessione, l'incrocio delle dite, il loro accostamento...  La linguista svizzera Boyes-Braem nella sua tesi di dottorato del 1981 ha rilevato che segni appartenenti alla stessa classe semantica ricorrevano alla medesima configurazione e questo l'ha portata a presupporre che i tratti delle configurazioni, attraverso una metafora visiva, fossero connessi al significato dei segni . Questi tratti, chiamati morfofonemici, rifletterebbero o le funzioni che le mani possono svolgere in determinate configurazioni  (es. l'azione di toccare, spingere, afferrare, contare...), oppure rispecchierebbero le caratteristiche del referente ( es. l'essere duro, liscio, compatto, aperto, curvo...).

## Analisi dei tratti morfofonemici delle principali configurazioni della LIS

### La configurazione A e l'allochero A(s)
La prima configurazione A ha il pollice che rimane appoggiato al dito indice anziché trovarsi piegato sopra le altre dita e viene richiesta quando nella realizzazione del segno il palmo chiuso a pugno entra in contatto con qualche parte del corpo o con l'altra mano come possiamo osservare rispettivamente nei segni scusa (dove c'è il contatto della mano con il mento) e scontro (dove avviene il contatto tra le due mani). Viceversa viene usato l'allochero A(s), con il pollice piegato sopra le altre dita, quando si ha il contatto con la parte superiore o inferiore del pugno chiuso come nei segni pieno (contatto con la parte superiore) o lavorare (contatto con quella inferiore).
Le metafore sottostanti ai segni che utilizzano questa configurazione sono molteplici e in particolare possono esprimere:
- Idea di potere o di forze (che è insita nel pugno chiuso)

Esempi: ginnastica, forza, coraggio
- Idea di presa o afferramento

Esempi: bicicletta, borsa
- Rappresenta un oggetto duro o compatto

Esempi: pietra, calcio
- Idea del corpo che si racchiude in se stesso

Esempi: soffrire, paura
- Idea di scoppio

Esempi: fama,bomba

### La configurazione B e gli allocheri B(b) E Ḃ
Nella configurazione B la mano è aperta con le dita estese e vicine tra loro. L'allochero B(b) prevede che le dita siano distese e adiacenti a eccezione del pollice che invece è piegato ; viene usato quando c'è contatto delle dita con una parte del corpo o con le altre dita come ad esempio nei segni uomo (contatto con la guancia) e chiuso (contatto con le dita). Infine l'allochero Ḃ presenta il pollice esteso e non attaccato alle altre dita. Esso viene adoperato molto spesso come variante libera della configurazione B ma diviene obbligatorio in segni che necessitano del contatto del pollice con una parte del corpo e dove le altre dita solitamente si piegano con un movimento dall'alto al basso come ad esempio in somaro.
La configurazione B viene adottata per riferirsi a:
- una funzione deittica
  - può esprimere il possesso in alcune varianti (es. tuo, suo)
  - indicare deissi spaziale (es. davanti, dietro, vicino)
  - deissi temporale (es. futuro, prima, adesso)
- superfici lineari, estese, non penetrabili, piatte  (es.  porta, tavolo, muro, libro)
- confini di oggetti o di spazi più ampi (es. quadro, fiume)
- un peso reale o figurato (es. bilancia, responsabilità)
- l'azione del tagliare (es. affettare, dividere)
- metafora doppia faccia - dovuto al fatto che ha due lati (dorso e palmo) (es. approfittare, variabile)
- lo spostamento nello spazio (es. andare, partire)
- attività che si fanno con le mani in questa posizione (es. abbracciare, accarezzare)
- prestiti da gesti della cultura italiana (es. rallentare, dormire)

### La configurazione F e la configurazione F̊'
Nella prima delle due configurazioni il pollice e l'indice si toccano all'altezza delle punte mentre il resto delle dita sono stese e distanziate tra loro.
Essa viene usata quando si vuole:
- afferrare un oggetto leggero e sottile (es. carta, fiore)
- collegare in modo figurato due referenti (es. fidanzato, amare)
- indicare un punto reale o figurato (es. lentiggini, obiettivo)
- rappresentare una parte del referente (es. gatto, istituto)
- descrive un'entità sottile che punge, reale o figurata (es. ape, zanzara, critica)

Nella seconda configurazione Ḟ, l'indice e il pollice si toccano creando una circonferenza mentre le altre dita rimangono sempre estese e separate tra loro.
Viene utilizzata per:
- riferirsi a oggetti sottili e tondi (es. bottoni, orecchini)
- indicare un insieme vuoto (es. niente, zero)
- per dimostrare che si è fatto centro (es. va bene, giusto)

### La configurazione G
Essa viene eseguita tenendo la mano chiusa a pugno ed estendendo solamente il dito indice.
I tratti morfofonemici di questa configurazione sono i seguenti :
- Funzione deittica : in particolare può avere riferimento pronominale (tu, io), possessivo (tuo, mio),  denotare deissi spaziale (qui, lì) oppure deissi temporale (domani, ieri)
- Indicazione delle diverse parti del corpo

Esempi: naso, occhio
- può essere un residuo del gesto di indicazione

Esempi:  piangere, sordomuto
- Riproduzione di un oggetto lungo e sottile

Esempi: serpente, verme
- in senso translato indica una entità atta a penetrare

Esempi: gelosia, invidia
- Rappresentazione di due referenti senza caratteristiche peculiari

Esempi: diverso, uguale

### La configurazione H
Questa configurazione si realizza tenendo estesi l'indice e il medio uniti tra loro.
Ci si serve di questa configurazione quando si ha:
- L'afferramento di oggetti piccoli, lunghi e leggeri

Esempi: sigaretta, pennello (per fard)
- La rappresentazione di oggetti lineari, piatti e lunghi

Esempi: ponte, sottotitoli

### La configurazione I
In questa configurazione la mano è chiusa a pugno e solo il dito mignolo si solleva dalle altre dita; viene usata come variante libera della configurazione B a causa del processo diacronico di mutamento per raffinamento.  Si ricorre a tale configurazione per:
- Designare oggetti piccoli e sottili

Esempi: filo, spaghetti
- Indicare un oggetto affilato concreto o figurato

Esempi: dolore, uccidere
- Segni inizializzati

Esempi:  jeans, Jesi
- Usare una variante della configurazione G

Esempi: lontano, ultimo
N.B. Per inizializzazione si intende il fenomeno linguistico per cui un segno assume la configurazione della lettera iniziale della parola italiana corrispondente .

### La configurazione L
Essa è realizzata con il pollice e l'indice sollevati e perpendicolari.
Questa configurazione compare quando si vuole:
- Designare il numero due

Esempi: noi due, coppia
- Descrivere i limiti di superfici circolari o squadrate

Esempi:  foto, città
- Riprendere gesti tipici della cultura italiana diventati di fatto segni linguistici

Esempi:  sparare, fortunato
- Riferirsi a segni inizializzati

Esempi:  Luna, legge

### La configurazione S
Questa configurazione prevede la mano chiusa a pugno e il pollice disteso.
Essa viene usata per denotare:
- Il verasmento di una sostanza liquida (quando il pollice è rivolto verso il basso)

Esempi: Chimica, aceto
- L'atto di prendere o attaccare qualcosa

Esempi:  gnocchi, lettera
- L'azione di incidere o di scavare

Esempi : chirurgo, incisione
- Il tracciamento di linee o di una direzione figurata

Esempi:  cristiano, infermiera, promozione bocciatura
- L'alternanza oppure l'unicità dei referenti

Esempi:  sostituzione, autonomia
- Il numero 1 in tutte le sue unità

Esempi: uno, undici, cento, mille..
- Il concetto di persona nei segni ad una mano

Esempi: ognuno, solo
- Due persone in rapporto o in concorrenza tra loro

Esempi: sport, esame, inseguimento
- L'atto del contare (quando il palmo della mano è verso l'alto)

Esempi:  numero, quanti
- I segni inizializzati

Esempi: sorella, sabato

### La configurazionecorna
Si realizza sollevando dal pugno l'indice e il mignolo. Culturalmente questa configurazione possiede un'accezione negativa in particolare la ritroviamo:
- In segni che si rifanno al concetto di male

Esempi: diavolo, inferno
- In segni che in passato avevano una connotazione negativa

Esempio:  ebreo
Essa può venire impiegata anche per :
- Rappresentare la forma di referenti

Esempi:  castello, toro
- Denotare segni inizializzati del vecchio alfabeto manuale (dove indicava la lettera u)

Esempio: Urbino

### La configurazione V e la configurazione v̈
Nella prima configurazione l'indice e il medio sono stesi e staccati.
Ci si avvale di questa configurazione per :
- Rappresentare la doppia protrusione di un oggetto:

Esempi:  Forbice, DNA
- Designare il numero 2

Esempi:  due mesi, voi due
- Trasformare la configurazione nel classificatore di persona quando le dita sono orientate in basso

Esempi : subacqueo, ballerina
- Denotare attività che riguardano il parlare

Esempi: rispondere, chiacchierare
- Riprodurre entrambi gli occhi quando le dita sono rivolte verso l'alto

Esempi: trovare, osservare
- Riferirsi a segni inizializzati

Esempi: voce, viola
- Rappresentare la lettera N

Esempi: nonno, nero
La seconda configurazione (v̈)  si diversifica per il piegamento e la contrazione delle dita e sebbene condivida con la configurazione v alcune metafore sottostanti ne aggiunge di nuove. In particolare essa può indicare:
- Due elementi indivisibili

Esempi:  ginocchia, elettricità
- L'azione di agganciamento e/o trascinamento

Esempi:  apribottiglie, sfruttamento
- Il contatto degli strumenti con il corpo in ambito medico

Esempi: stetoscopio, visitare
- Il tratto duale, aperto, lineare e rotondo (può prevedere il contatto delle nocche)

Esempio: ossa
- La variante della configurazione V in segni inizializzati

Esempi: verbo, verde

### La configurazione Y
Questa configurazione si realizza tenendo la mano chiusa a pugno mentre il pollice e il mignolo rimangono distesi.  Essa viene usata nei seguenti casi:
- In segni che rappresentano oggetti che hanno contatto con la testa

Esempi : mucca, bufalo
- In segni che descrivono un referente con due protrusioni

Esempi: telefono, aereo
- Come variante delle configurazioni S, I, 5.

Esempi: olio, uscire, distratto

### La configurazione 3
Questa configurazione, realizzata tenendo estesi solamente il pollice, l'indice e il medio, viene spesso usata come variante libera della configurazione 5 ed è  dovuto al cambiamento diacronico e ad un processo di raffinamento del segno.  Alcuni esempi che dimostrano tale variazione sono i segni per: donna, vento, ricco, elicottero...
Essa viene adottata nei seguenti casi :
- Per indicare un referente o una sua parte con tre punte

Esempi: gallo, cervo
- Per delineare una superficie aperta e penetrabile

Esempio: vento
- Per riferirsi al numero 3

Esempi: tre, trentatré

### La configurazione 4
Essa si realizza tenendo il pollice piegato al centro del palmo della mano mentre le altre dita sono estese e separate tra loro.
Le metafore sottostanti a questa configurazione sono :
- Il riferimento a oggetti oblunghi, fini e posti parallelamente

Esempi: rete, coda (di persone)
- Il numero 4

Esempi: quattro, quarantaquattro

### La configurazione 5 e la configurazione 5˙
Nella prima configurazione la mano è aperta e le dita sono distanziate le une dalle altre, mentre nella seconda configurazione le dita sono piegate e contratte .
La configurazione 5 viene usata per :
- Rappresentare superfici estese ampie e aperte

Esempi: piazza, luogo
- Suggerire la penetrabilità, la trasparenza e la rarefazione  delle superfici

Esempi: acqua, aria, nebbia
- Indicare il concetto di pluralità o per riferirsi ad entità dai contorni irregolari

Esempi: manifestazione, cerimonia
- Indicare il numero 5

Esempi: cinque, cinquantacinque
La configurazione 5̈̈, invece, suggerisce :
- L'idea di graffiamento

Esempi:  animale, arrabbiato
- L'idea di mescolamento

Esempi: crisi, raduno
- Il contatto o l'utilizzo di alcuni oggetti

Esempi: televisione, cuffia
- Una superficie ampia ma delimitabile

Esempi: provincia, regione
N.B.  La maggior parte delle  configurazioni prende il nome dalla lettera dell'alfabeto che la stessa configurazione indica.